# Welling United FC
Welling United FC is een Engelse voetbalclub uit Welling, Bexley, Londen. De club werd opgericht in 1963.

## Geschiedenis
De club werd in 1963 opgericht nadat Bexley United opgeheven werd, deze club heette eerst Bexley & Welling. Men begon als een jeugdteam maar breidde later uit en sloot zich aan bij de London Spartan League alvorens toe te treden tot de Athenian League in 1978. Drie jaar later sloot de club zich aan bij de Southern League Southern Division.
Na één seizoen belandde de club in de Premier Division door reorganisatie. In 1985/86 werd Welling met 23 punten voorsprong kampioen en promoveerde naar de Football Conference.
Hoewel niet echt goede resultaten behaald werden in het 15-jarig verblijf, slechts één keer boven de elfde plaats, kon Welling wat succes genieten in bekercompetities. In zes opeenvolgende seizoenen werd de eerste ronde van de FA Cup bereikt en schakelde onder meer Gillingham FC uit. Een keer werd ook de derde ronde bereikt en daarin werd met 0-1 verloren van Blackburn Rovers.
Na seizoen 1999/00 degradeerde de club terug naar de Southern League. In seizoen 2003/04 eindigde Welling in de linker tabelhelft wat volstond op geselecteerd te worden voor de nieuwe competitie Conference South. In 2013 promoveerde de club naar de Conference Premier om in 2016, na drie seizoenen, terug te degraderen naar wat inmiddels de National League South werd genoemd.